# 陳楚鑫
陳楚鑫，SBS，FSDSM（CHAN Chor-kam，1957年9月3日—），曾任香港消防處處長。

## 簡介
陳楚鑫於1977年4月投考成功加入香港消防處，成為助理消防隊長，後來經過陸續晉升，於2005年12月晉升為消防總長，於2007年12月晉升為消防處副處長。於2011年10月1日接任退休的盧振雄，出任消防處處長直至2014年6月23日。

## 家庭
陳楚鑫之女陳奕妍於2008年在香港科技大學經濟及財務學系畢業，於同年投考成功成為警員及2012年投考成功為見習督察；於2013年1月12日於香港警察學院以最優秀學員（見習督察）成績畢業，獲得頒授施禮榮盾、榮譽警棍及處長嘉許學業成績優異證書。
陳楚鑫之兄陳楚明亦為香港公務員，於政府統計處擔任高級外勤統計主任。

## 外部連結
- 高層官員任命 （页面存档备份，存于）

| 政府职务      | 政府职务                  | 政府职务      |
| ------------- | ------------------------- | ------------- |
| 前任： 盧振雄 | 消防處處長 2011年至2014年 | 繼任： 黎文軒 |